# La Boucle noire

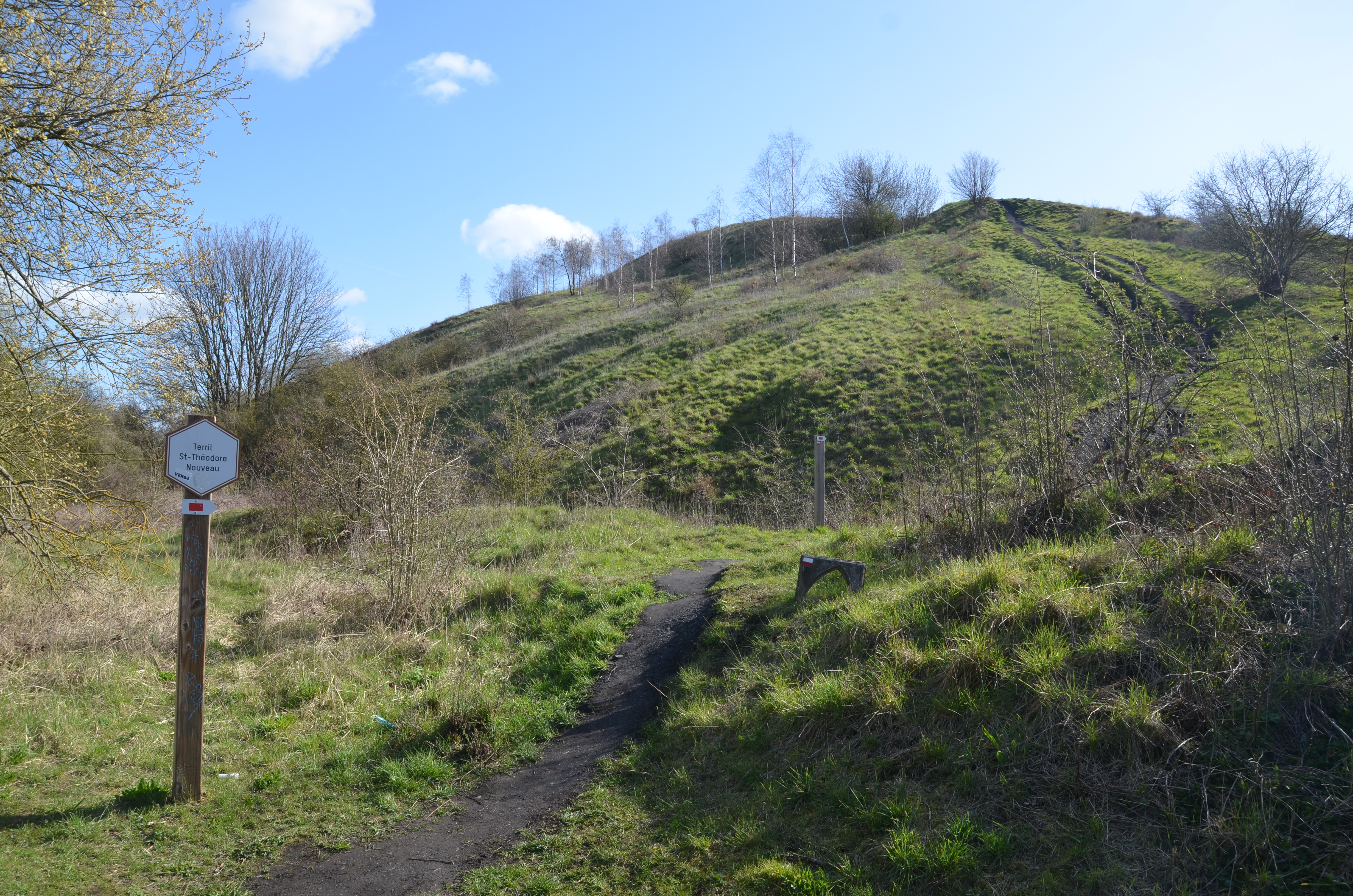
Terril Saint-Théodore Est ou « Le nouveau ».

La Boucle noire est une promenade de 20 km autour de Charleroi faisant la part belle aussi bien aux paysages industriels et aux terrils emblématiques de la cité qu’aux paysages urbains ou plus campagnards.

## Projet
Cette boucle additionnelle au GR412 serpente entre le centre-ville de Charleroi, Marchienne-au-Pont, Monceau-sur-Sambre, Roux-Martinet, Marchienne-Docherie et Dampremy, se dessinant entre la Sambre et le canal Charleroi-Bruxelles. Elle relie le centre-ville carolo à sa périphérie ouest. 
Le projet a été initié par cheminsdesterrils.be et les sentiers de grande randonnée, soutenu par la Ville de Charleroi, l’Eden, Charleroi Bouwmeester, les acteurs du Martinet et la Manufacture Urbaine. C’est un couple d’artistes musiciens punk, Micheline Dufert et Francis Pourcel, qui a eu l’idée de ce parcours dont le but est de découvrir des paysages variés et très contrastés, symboles de l’histoire minière et industrielle de Charleroi. « Nous avons habité au milieu des usines et nous faisions, dans les années 70, ce qu’on appelle de la musique industrielle. On a beaucoup marché sur les terrils via le GR 412 mais on trouvait dommage que ce sentier de randonnée ne passe pas par la chaîne de terrils de Dampremy à Marchienne-Docherie. L’idée a donc été de tout relier et de créer cette boucle en passant par Charleroi. »

## Itinéraire
Le tracé du parcours peut être considéré en quatre zones,.
Zone Sambre industrielle : 4 km de Charleroi (Gare Centrale) à Marchienne-au-Pont Cartier. À la sortie de la gare, prendre à l’est par la Sambre et suivre le chemin de halage jusqu’à passer sous le pont de la Sambre. Arriver au Château de Cartier, berceau familial de Marguerite Yourcenar, et emprunter la ruelle pavée. En son sommet, il y a un point de connexion avec le GR412 Bernissart-Blegny-Mine. La Boucle noire continue à gauche de la ruelle, vers la Sambre. Se diriger vers le bassin à péniches, avec vue sur les terrils, puis vers Monceau-sur-Sambre et son château.

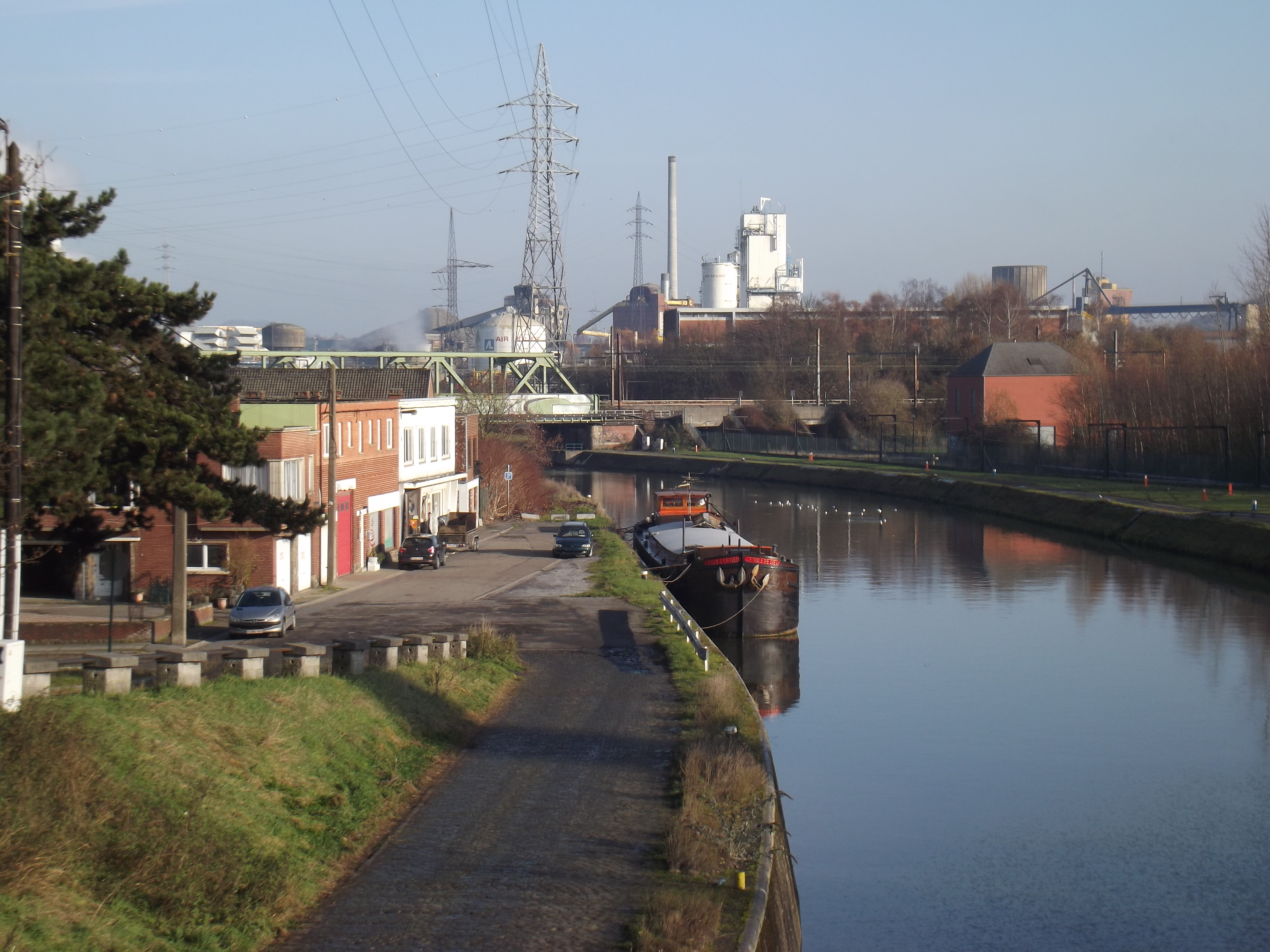
Sur les rives de Marchienne-au-Pont.

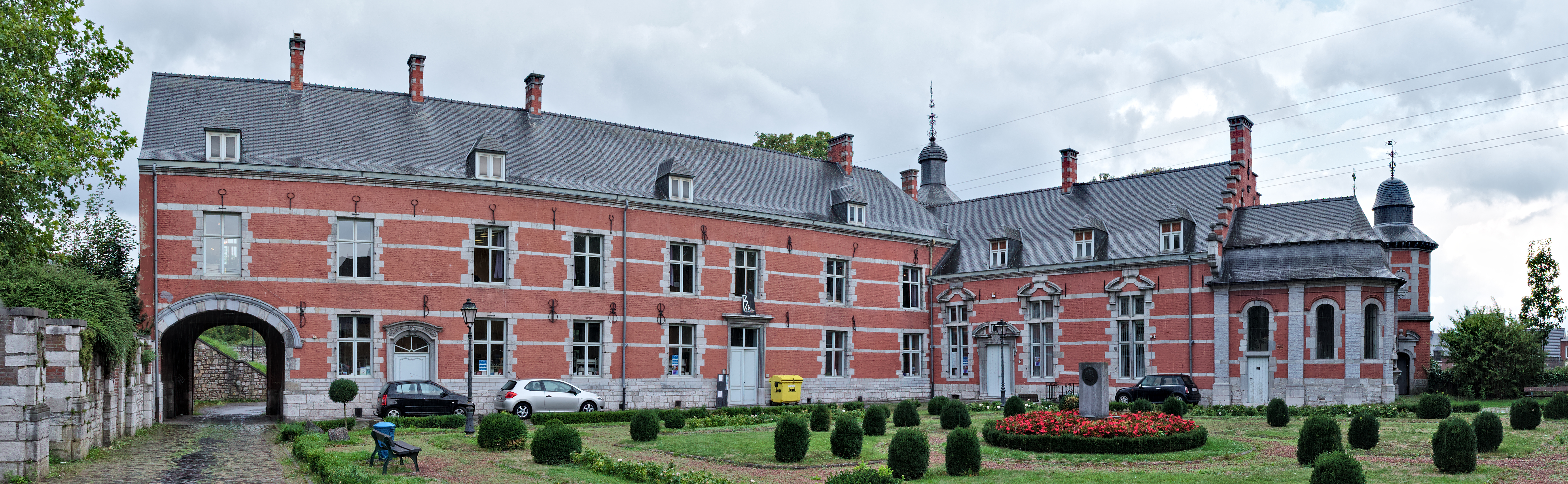
Le Château de Cartier sur le parcours de la Boucle noire.

Zone verte : 7 km du château de Monceau-sur-Sambre à Roux Martinet. Au bout du parc du château, le GR entame une montée, pour ensuite rejoindre le RAVeL ligne 112. Atteindre la route de Trazegnies puis le site du Martinet. Le tracé se dirige vers le Grand Terril dont l’escalade permet d’admirer un panorama impressionnant sur les alentours du Canal à Roux. L’ascension du Petit Martinet offre aussi une vue dégagée sur les terrils de Rianwez, de Jumet- Heigne, de St-Quentin et de Bellevue.
Zone Canal : 4 km entre le tunnel ferroviaire de Roux-Plomcot et l’écluse de Marchienne. Le tracé aboutit à un sentier à escaliers invitant à grimper sur les hauteurs.

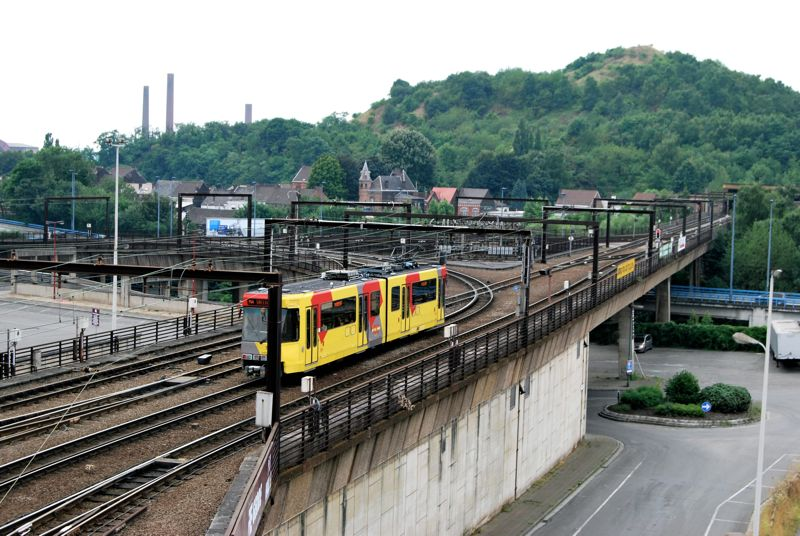
Viaduc de Charleroi, d'un monde à l'autre.

Zone de la chaîne des terrils : 4,6 km de l’écluse de Marchienne au Viaduc de Charleroi. Cette dernière partie accède au plateau sommital du terril de Bayemont, traverse la plaine de l’ancien terril St-Charles, s’élève vers le terril St-Théodore Ouest, etc. jusqu’à rejoindre Charleroi, la station Métro Ouest, la rue du Grand Central puis la gare Charleroi-Central.  
Sur tout le parcours, le balisage blanc et rouge typique au GR aide le marcheur à s’orienter. Une carte du parcours est absolument indispensable pour parcourir la Boucle noire. Elle est disponible gratuitement en différents lieux de Charleroi dont la Maison du Tourisme et l’Eden. Un GPX est consultable sur wikiloc.
La Boucle noire figure dans l’exposition « L’art des sentiers métropolitains » qui se déroule jusqu’au 11 octobre 2020 au Pavillon de l’Arsenal à Paris et qui reprend différentes initiatives mettant en lumière des sentiers de randonnée, projets collectifs ou individuels.

## La randonnée annuelle de l'Eden
Chaque année depuis 2017, le Centre culturel de Charleroi, l’Eden,,, propose en avril d’effectuer la Boucle noire en une journée festive, ponctuée d’animations artistiques. 
« La Boucle Noire prend maintenant une dimension collective comme une procession annuelle. Une procession où on ne s’habille pas en marcheurs napoléoniens mais où l’on s’habille en marcheurs tout court. On rencontre beaucoup de personnes formidables sur le parcours. On est confronté à des interventions artistiques tout au long du chemin. On change de regard sur notre région. Et c’est cela la culture : c’est un autre regard sur Charleroi » détaille le directeur de l’Eden Fabrice Laurent. Les participants y passent la journée, avec une pause de midi sur le site emblématique des terrils du Martinet. Des navettes sont alors organisées pour acheminer ceux qui désirent s’arrêter après la mi-journée.
En 2020, cette journée a été annulée pour cause de crise de Covid-19.

## Le site du Martinet
Avec son Grand Terril et son Petit Terril, le lieu est devenu emblématique de la lutte de tout un quartier pour préserver son environnement. En 1995, le Martinet a été classé par la Commission Royale des Monuments et Sites. Et en 1999, la ville de Charleroi a pu acquérir le site pour en faire une réserve naturelle. En 2010, sa gestion a été confiée au Département « Nature et Forêts » de la Région wallonne.
Le Martinet constitue l’un des points forts de la randonnée de la Boucle noire, à mi-chemin du parcours. La nature préservée d’une riche biodiversité représente un but de promenade pour nombre de Carolos. Le développement du site, soutenu par la ville de Charleroi, vise l’élaboration d’un pôle agro-alimentaire dans lequel on retrouverait malterie, meunerie, maraîchage, pressoir, conserverie. 

## GR412
Intégré au maillage européen des GR, le « Sentier des terrils », GR412, balisé en blanc et rouge, progresse sur 300 km de bassins miniers de Wallonie. Le numéro 412 fait référence à Sainte-Barbe, la patronne des mineurs, fêtée le 4 décembre. Il permet notamment de découvrir les localités minières de l’ancien Bassin Industriel de Charleroi.